# فرودگاه ترلت
فرودگاه ترلت  (به انگلیسی: Terlet Airfield) (به زبان بومی: Vliegveld Terlet) یک فرودگاه همگانی است که یک باند فرود چمن دارد و طول باند آن - متر است. این فرودگاه در شهر آرنهم کشور هلند قرار دارد و در ارتفاع ۸۴ متری از سطح دریا واقع شده است.